# Riu de Valarties
El riu de Valarties, en aranès arriu de Valarties, és un riu de la Vall d'Aran, afluent de la Garona. Discorre per la vall de Valarties, al nord del pic Montardo. El seu recorregut s'inicia a les bordes de Ressec, a quasi 1400 metres d'altitud, per la unió dels cursos del barranc de Rius i del barranc dera Aubeta, i uns metres més avall rep l'aportació del riu de Rencules. El seu cabal de capçalera és molt aprofitat per a la producció d'energia hidroelèctrica a la central d'Arties.
Poc abans d'Arties, l'aigua és regulada per la resclosa de Valarties. El riu finalitza el seu trajecte al poble d'Arties, on s'uneix amb la Garona.
Juntament amb la Garona, és un dels 2 rius inclosos a l'escut d'Arties e Garòs.